# Otmanje
Otmanje (nemško Ottmanach) ()  je vas na južnem vznožju Štalenske gore v Trški občini Štalenska gora v osrednjem delu avstrijske zvezne dežele Koroške. V vasi stoji Dvorec Otmanje, ki je pod spomeniškim varstvom in v privatni lasti kot sedež velikega kmetijskega posestva, ki je preurejeno v hotel in letovišče.

## Kulturna zgodovina
Stara občina in župnija Otmanje na južnih obronkih Štalenske gore je bila dolgo tesno povezana z domačo koroško slovensko kulturno zgodovino, čeprav so Otmanje v kolektivni zavesti že bolj zgodaj veljale v večji meri ali kasneje celo povsem "nemškogovoreče" v primerjavi do sesednje stare občine in fare Šenttomaž pri Celovcu. Kulturni procesi asimilacije in akulturacije so bili v tej nekdanji občini prej zaznavni.
Zgodnja karantanska zgodovina ter zgodovina koseškega stanu je še posebej prisotna v samem nastanku gradu in vasi Otmanje, ki je dobro dognana na osnovi arhivskih virov.Wadl piše, da sta brata koseškega stanu  Engelschalk in Rahewin dala zgraditi cerkev v Otmanjah in jo leta 1134 darovala Krškemu kapitlu. To je hkrati najstarejša župnija v občini Štalenska gora. Njujin brat Amelrich pa je obdržal tisti del posestva, iz katerega je kasneje nastal dvorec Otmanje.  Kasneje je Anton Grochar (rojen med 1563 in 1565 v Selcu pri Železnikih na Gorenjskem, umrl 1638), 25 let duhovnik v Otmanjah dal zgraditi južni zvonik cerkve.
Na vrhu Štalenske gore pa domači pesnik Bojan Schnabl na osnovi pesnišje besede identificiral v troglavem kipu, ki je nekoč stal pred cerkvijo s pogledom na goro Triglav prav inkulturacijo prispodobe poganskega boga Triglava. V znanstveni transdisciplinarni analizi ugotavlja zanimive procese inkulturacije.
Glede ljudske zaznavnosti domače slovenščine navaja Wilhelm Deuer za južnokoroško znamenje v Otmanjah, da ima le-to poleg imeni Krenn-Kreuz ali Grünes Kreuz še drugo ime, in sicer Windisches Kreuz (torej slovenski križ), ki se tako imenuje "zaradi poteka stare pogovorne jezikovne meje".

### PričevanjePavla Zablatnika
Iz pričevanj domačega duhovnika in etnografa Pavla Zablatnika, ki je tu deloval konec 60ih in začetek 70ih let 20. stoletja,vemo, da so mu nekoč takrat stare domačinke prišle k spovedi v slovenščini, četudi jezika v javnosti niso več govorile.

## Poimenovanje
Pavel Zdovc je zapisal rabo krajevnega imena kot sledi: Otmánje, v Otmánjah, v Otmánje, iz Otmánj; otmánjski; Otmánjčani.

## Domača slovenska pripoved o Škopniku
Slovenska pripoved o Škopniku je bila prvič zapisana s prav tem slovenskim imenom v občinski zgodovini Štalenske gore v nemščini avtorja Wilhelma Wadla, domačega učenjaka, z naslovom »Der Škopnik«, kjer se prepletata resničnost in bajka. S tem predstavlja izredni dokument ustne ljudske literature in slovenske etnografije.
V slovenščini je bila literarno povzeta in obdelana od domačega koroško slovenskega avtorja Bojan Schnabl ter nagrajena v literarnem natečaju Nedelje ter objavljena v cerkvenem tedniku Krške škofije Nedelji ter v literarni reviji Rastje.
Zapisana je kot sledi:
"Nekoč je ob polnoči otmanjska kmetica šla iz Škofjega Dvora ob reki Krki do svojih Otmanj malce više že na poti na Štalensko goro. Od daleč že je zagledala pri svojem sosedu plamena in glasno je klicala na pomoč, vendar je nihče ni slišal, saj do danes tam na tej poti ni kaj veliko hiš. Toda ko je brez sape prišla do hiše, ni videla ognja goreče hiše ampak le malega gorečega možakarja, palčkom enakega. Brž je tekla v spalno kamro, da bi zbudila kmeta, kmetico in njihovega dojenčka. Starša pa sta takrat še globoko spala in sanjala, da se je ob njihove noge ulegla črna mačka, ki sta jo hotela z nogami odgnati in jo pritisnila proti robu postelje. Toda ob nogah ni ležala črna mačka ampak njun dojenček, ki se je že skoraj bil zadušil. Ko sta se končno zbudila, sta se šele zavedala, v kakšni nevarnosti je bil ta njihov otročiček. Takrat so nenadoma vsi zaslišali grozen hrup pred hišo. Končno jim je soseda lahko povedala, kaj je malo prej videla pred hišo in vsi trije so tekli na dvorišče. Toda gorečega možakarja ni bilo videti nikjer. Tako se je ta pripoved le srečno končala, pa četudi nam govori, kako so v nekdanji davnih časih, ko so bile hiše še pokrite s škopniki slame in ko so bile zime tako hudo mrzle, da bi dojenčki zmrznili, če ne bi spali v postelji pri starših. Zato se je pa pogosto zgodilo, da so ubogi bili ponoči stlačeni. To naj bi bil celo, tako na pove zgodba, eden izmed najpogostejših razlogov smrtnosti dojenčkov v deželi."